# Кривохижинцы
Кривохижинцы (укр. Кривохижинці) — село на Украине, находится в Мурованокуриловецком районе Винницкой области.
Код КОАТУУ — 0522882502. Население по переписи 2001 года составляет 261 человек. Почтовый индекс — 23416. Телефонный код — 4356.
Занимает площадь 1,886 км².

## Адрес местного совета
23415, Винницкая область, Мурованокуриловецкий р-н, с. Долиняны, ул. Ленина, 63